# São Sebastião do Bonsucesso
São Sebastião do Bonsucesso é um distrito do município brasileiro de Conceição do Mato Dentro, no interior do estado de Minas Gerais. Segundo o censo demográfico de 2022, realizado pelo Instituto Brasileiro de Geografia e Estatística (IBGE), sua população era de 435 habitantes e havia 157 domicílios particulares permanentes ocupados. Possui área de 90,76 km² conforme a Fundação João Pinheiro (FJP). Foi criado pela lei estadual nº 2.764 de 30 de dezembro de 1962.
De acordo com o IBGE, em 2010 a população era de 711 habitantes e havia 270 domicílios particulares.